# Österreichisches Patentamt

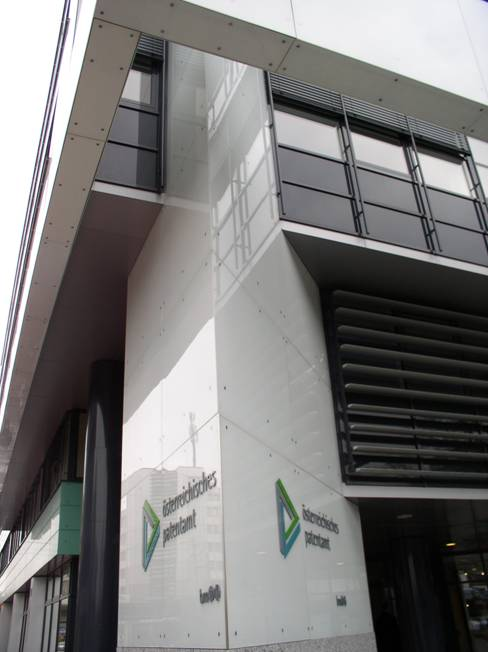
Österreichisches Patentamt

Das Österreichische Patentamt ist die Zentralbehörde für den gewerblichen Rechtsschutz in Österreich mit Sitz in Wien. Es ist zuständig für Patente, Gebrauchsmuster, Marken, Muster (Designs), Halbleitertopographie und Schutzzertifikatsanmeldungen. Weiteres bietet das Patentamt der Öffentlichkeit Informationen zu gewerblichen Schutzrechten und Schulungen an.

## Geschichte
Das Österreichische Patentamt hat mit Inkrafttreten des österreichischen Patentgesetzes am 1. Jänner 1899 seine Tätigkeit aufgenommen. 1908 trat Österreich der Pariser Verbandsübereinkunft zum Schutz des gewerblichen Eigentums und dem Madrider Abkommen über die internationale Registrierung von Marken betreffend die internationale Registrierung von Fabriks- und Handelsmarken bei.
Am 1. Juli 1938 wurde das Österreichische Patentamt als „Zweigstelle Österreich“ dem Reichspatentamt eingegliedert. Beim Deutschen Reichspatentamt eingereichte Patentanmeldungen hatten für das Gebiet Österreich dieselbe Wirkung wie für das Deutsche Reich. 1940 wurde das deutsche Patentgesetz für Österreich in Kraft gesetzt. Durch die Wiederverlautbarung der österreichischen Rechtsvorschriften, durch das Patentschutz-Überleitungsgesetz im Jahr 1947 und die Schaffung zahlreicher Übergangsbestimmungen wurden wieder die rechtlichen Grundlagen für die unabhängige Tätigkeit des Amtes geschaffen. 1950 wurde – nachdem die Dokumentation des Amtes zugriffsbereit war – die Neuheitsprüfung wieder voll aufgenommen.
Im Jahr 1979 sind das Europäische Patentübereinkommen (EPÜ) und der Zusammenarbeitsvertrag (ZV bzw. PCT - Patent Cooperation Treaty) für Österreich in Kraft getreten. Seitdem ist das Österreichische Patentamt als internationale Recherchenbehörde und als mit der internationalen vorläufigen Prüfung beauftragte Behörde im Rahmen des Zusammenarbeitsvertrags tätig.
Seit Mai 2009 hat das Österreichische Patentamt im Rahmen des Patent Prosecution Highway (PPH) Übereinkünfte zur wechselseitigen Beschleunigung von Patentanmeldeverfahren mit zahlreichen Partnerämtern getroffen und ist am 1. November 2014 dem Global PPH beigetreten.
Bis Ende 2013 war auch eine Zuständigkeit für Rechtsmittel gegen die Beschlüsse der Rechtsabteilungen und der Technischen Abteilungen gegeben. Berufungsinstanz gegen die Endentscheidungen der Nichtigkeitssenate des Österreichischen Patentamts war zwischen 1950 und 2014 der Oberste Patent- und Markensenat (OPM), der den Patentgerichtshof ersetzte. Von 2005 bis 2013 war der OPM auch Beschwerdeinstanz gegen die Endentscheidungen der Rechtsmittelabteilung.
Dem Österreichischen Patentamt wurde 1992 für das Anbieten von Service- und Informationsleistungen auf dem Gebiet des gewerblichen Rechtsschutzes Rechtspersönlichkeit zuerkannt (Teilrechtsfähigkeit mit der Befugnis Vermögen und Rechte zu erwerben). Der später als „serv.ip“ (stand für Service of Industrial Property) bezeichnete Bereich wurde auf Grund der wiederholten Kritik des Rechnungshofes (u. a. Doppelfunktion des Präsidenten als Leiter des Patentamtes und Geschäftsführer des teilrechtsfähigen Bereiches) mit der Novelle des Patentgesetzes 2016 wieder aufgelöst und das Personal in den Hoheitsbereich übergeführt.
Mit Inkrafttreten der Novelle des Patentgesetzes am 1. Juni 2017 wurde diese Doppelkonstruktion beendet und eine organisatorische Neuausrichtung des Patentamts in die Wege geleitet.
Das Qualitätsmanagementsystem des Österreichischen Patentamts wurde Anfang 2020 gemäß dem internationalen Standard „ISO 9001:2015“ zertifiziert. Es sind alle Kernprozesse, wie die Prüfung und Erteilung von Schutzrechten, sowie die Managementprozesse und unterstützenden Prozesse umfasst.

## Struktur und Zuständigkeit
Dem Präsidenten des Patentamtes sind (neben dem Büro des Präsidenten) die Nichtigkeitsabteilung, die Abteilung Öffentlichkeitsarbeit und Kommunikation und die Stabsstellen für Strategie (Internationale Angelegenheiten und IP-Academy) sowie für Qualitätsmanagement, Projektmanagement und Controlling direkt unterstellt.
Die Gruppe Recht & Support und die Gruppe Erfindungen werden von zwei dem Präsidenten untergeordneten Vizepräsident:innen geleitet.
Die Gruppe Recht & Support ist für administrative Dienste, IT-Belange und den Rechtsbereich zuständig. Der Rechtsbereich ist in die Rechtsabteilung Österreichische Marken und Rechtsabteilung Internationale Marken/Muster gegliedert. Diese sind für die Vollziehung der Gesetze in ihrem Zuständigkeitsbereich verantwortlich.
Die Gruppe Erfindungen besteht aus einer Rechtsabteilungen Erfindungen, einer Stabsstelle (neben administrativen Belangen für PCT-Angelegenheiten und das Patentregister zuständig) und sieben Technischen Abteilungen.
Die Technischen Abteilungen sind für die Prüfungsverfahren von Patent-, Gebrauchsmuster- und Schutzzertifikatsanmeldungen sowie Einspruchsverfahren und unterschiedliche Dienstleistungen im Erfindungsbereich (Recherchen, Beratung) zuständig.
Das Österreichische Patentamt bearbeitet auch Nichtigkeitsverfahren zu Schutzrechten. Seit 1. Jänner 2014 sind auf Basis der Verwaltungsgerichtsbarkeits-Novelle 2012 als Rechtsmittelinstanzen das Oberlandesgericht (OLG) Wien für Rekurs bzw. Berufung und der Oberste Gerichtshof (OGH) für Revisionsrekurs bzw. Revision zuständig.

## Statistik

### Anmeldungen und aufrechte Schutzrechte
Im Jahr 2023 wurden am Österreichischen Patentamt 1.922 Patent-, 320 Gebrauchsmuster- und 44 Schutzzertifikatsanmeldungen eingereicht. Es wurden 990 Patente und 56 Schutzzertifikate erteilt sowie 347 Gebrauchsmuster registriert. Insgesamt waren etwa 145.000 Schutzrechte zu Erfindungen aufrecht (davon 133.769 als EP-Patente, 9.766 als österreichisches Patent und 2.077 als Gebrauchsmuster).
Es wurden 4.761 nationale Markenanmeldungen eingereicht und 4.045 Marken registriert, womit 96.939 Zeichen im Jahr 2023 als nationale Marke geschützt waren. 105.649 Zeichen waren zusätzlich als internationale Marken geschützt. Es gab im Jahr 2023 am Österreichischen Patentamt 285 Musteranmeldungen, 410 Muster wurden registriert und 6.640 nationale Muster waren aufrecht.

### Entwicklung
| | 2012                    | 2014                    | 2016                    | 2017                    | 2018                    | 2019                    | 2020                    | 2021                    | 2022                    | 2023              |
| --- | ----------------------- | ----------------------- | ----------------------- | ----------------------- | ----------------------- | ----------------------- | ----------------------- | ----------------------- | ----------------------- | ----------------- |
| Schutzzrechte: | (angemeldet / aufrecht) | (angemeldet / aufrecht) | (angemeldet / aufrecht) | (angemeldet / aufrecht) | (angemeldet / aufrecht) | (angemeldet / aufrecht) | (angemeldet / aufrecht) | (angemeldet / aufrecht) | (angemeldet / aufrecht) |                   |
| Patente | 2.552 / 10.715          | 2.363 / 10.231          | 2.315 / 10.200          | 2.305 / 10.098          | 2.207 / 10.070          | 2.274 / 10.015          | 2.297 / 10.005          | 2.047 / 9.868           | 1.887 / 9.886           | 1.922 / 9.766     |
| Gebrauchsmuster | 711 / 3.908             | 748 / 3.330             | 679 / 3.178             | 595 / 2.901             | 537 / 2.863             | 450 / 2.732             | 440 / 2.482             | 433 / 2.354             | 344 / 2.242             | 320 / 2.077       |
| Marken | 6.506 / 109.384         | 6.105 / 107.279         | 5.659 / 103.090         | 4.513 / 100.917         | 5.931 / 100.946         | 6.261 / 98.957          | 6.260 / 98.771          | 6.458 / 98.684          | 4.998 / 98.131          | 4.761 / 96.939    |
| Muster | 1.051 / 12.291          | 881 / 10.383            | 593 / 9.680             | 781 / 9.490             | 483 / 8.844             | 583 / 8.470             | 373 / 7.959             | 400 / 7.382             | 345 / 6.925             | 285 / 6.640       |
| EP-Patente | 148.494 / 100.313       | 151.981 / 108.263       | 160.004 / 132.676       | 166.594 / 136.782       | 174.481 / 157.524       | 181.532 / 161.639       | 180.417 / 149.576       | 188.809 / 142.237       | 193.627 / 133.804       | 199.275 / 133.769 |
| Einheitspatente (aus AT)                                                                                              |                         |                         |                         |                         |                         |                         |                         |                         |                         | 476 / 475         |
| Internationale Marken                                                                                                 | 13.053 / 181.729        | 12.634 / 158.000        | 10.848 / 163.318        | 10.551 / 131.722        | 10.880 / 126.904        | 10.252 / 121.102        | 9.825 / 113.975         | 9.471 / 111.785         | 9.776 / 108.731         | 9.262 / 105.649   |
| Hier fehlt eine Grafik, die leider im Moment aus technischen Gründen nicht angezeigt werden kann. Wir arbeiten daran! |                         |                         |                         |                         |                         |                         |                         |                         |                         |                   |

### Personal und Budget
Im April 2017 hatte das Amt 122 Mitarbeiterinnen und 124 Mitarbeiter. Das Österreichische Patentamt budgetiert gemäß Bundesvoranschlag 2024 im Jahr 2024 etwa 41,9 Millionen Euro an Einnahmen und Ausgaben von ca. 30 Millionen Euro.